# Format normandzki

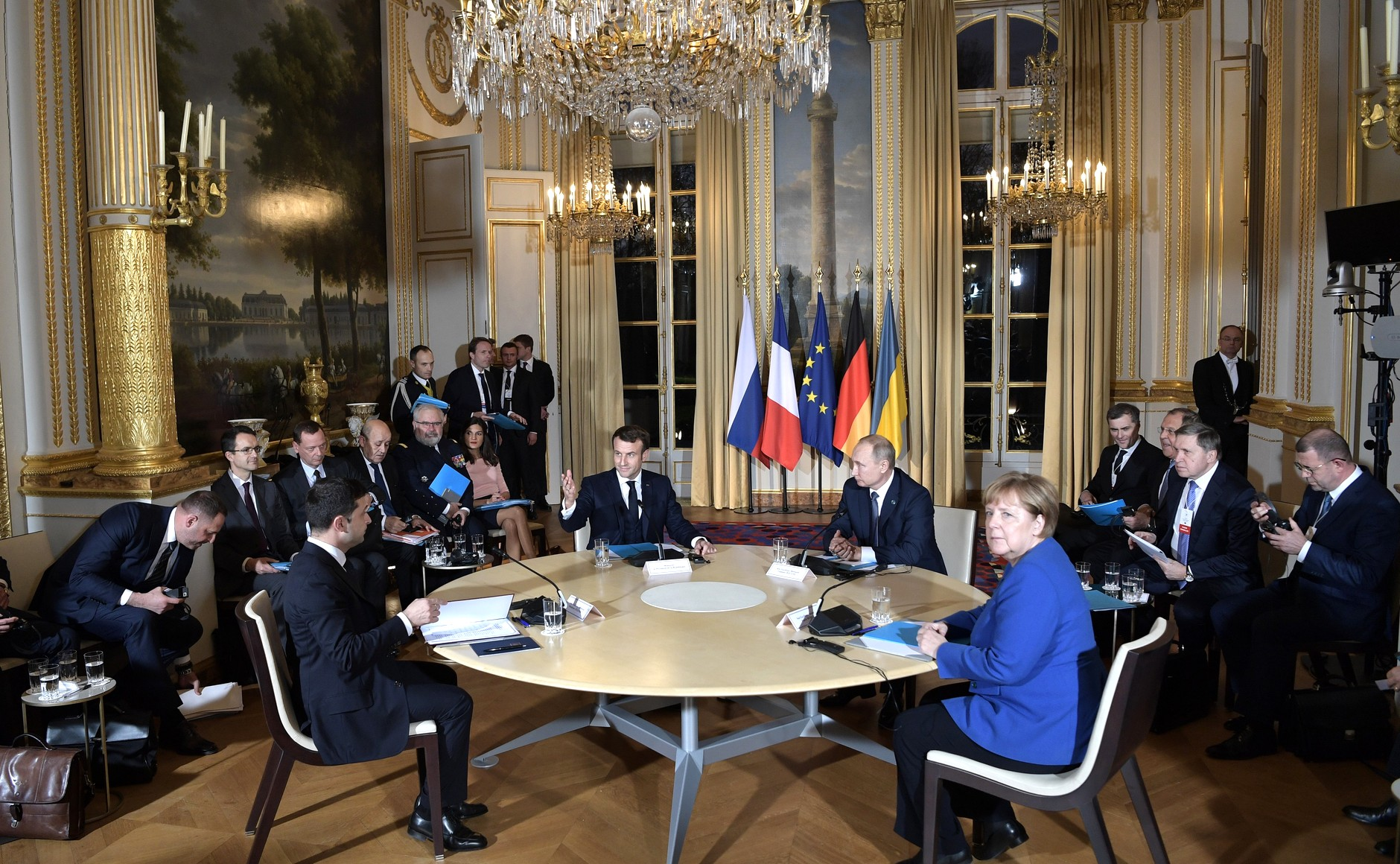
Spotkanie czwórki w 2019 w Paryżu

Format normandzki (ang. Normandy Format) – grupa składająca się z przedstawicieli Ukrainy, Francji, Niemiec i Rosji powołana w celu rozstrzygnięcia wojny w Donbasie i kwestii przynależności państwowej Krymu.
Utworzenie grupy miało miejsce latem 2014 roku we Francji, podczas obchodów 70. rocznicy lądowania wojsk alianckich w Normandii. Na marginesie obchodów desantu na „Plaży Sword” w miejscowości Ouistreham, podczas uroczystości w doszło do krótkiego spotkania prezydentów Rosji i Ukrainy – Władimira Putina i Petra Poroszenki. Wcześniej z prezydentem Władimirem Putinem rozmawiała kanclerz Angela Merkel, a na miejscu gospodarz obchodów rocznicowych – prezydent Francji François Hollande. Przywódcy zgodzili się, że należy rozpocząć ustalanie warunków wyprowadzenia Ukrainy z kryzysu.
Spotkania grupy odbywają się nieregularnie, na szczeblach prezydentów państw oraz ministrów spraw zagranicznych.
Równocześnie pracę podjęła tzw. grupa kontaktowa, czyli trójstronna grupa kontaktowa ds. uregulowania sytuacji na południowym wschodzie Ukrainy, składająca się z przedstawicieli Ukrainy, Rosji i OBWE. Dodatkowo w jej spotkaniach uczestniczą przedstawiciele separatystów kontrolujących niektóre rejony obwodów donieckiego i ługańskiego.
Podczas szczytu w Mińsku dnia 12 lutego 2015 roku prezydenci Ukrainy, Rosji i Francji oraz kanclerz Niemiec podpisali dokument mający doprowadzić do rozwiązania konfliktu zbrojnego na wschodzie Ukrainy – tzw. porozumienie Mińsk 2 (Protokół miński o obustronnym zawieszeniu broni II). Żaden z punktów porozumień nie został w pełni zrealizowany. Choć doszło do zatrzymania walk na większą skalę, to pełne wstrzymanie i wycofanie ciężkiego uzbrojenia ze strefy buforowej nigdy nie nastąpiło. Nie zostały zrealizowane również warunki polityczne, które miały umożliwić reintegrację kontrolowanego faktycznie przez Rosję Zagłębia Donieckiego z resztą Ukrainy. Za jedyne względnie wykonywane wojskowe punkty porozumienia mińskiego należy uznać monitoring OBWE oraz wymianę części jeńców.
Negocjacje i rozmowy w formacie normandzkim zostały zamrożone w okresie od 2016 roku do jesieni 2019 roku. Do ponownego czterostronnego spotkania doszło po zwycięstwie na Ukrainie w wyborach prezydenckich roku 2019 Wołodymyra Zełenskiego, jego rozmowie telefonicznej z prezydentem USA Donaldem Trumpem oraz ustaleniach francusko-rosyjskich. Decyzja o odmrożeniu formatu i przeprowadzeniu rozmów została scementowana na wspólnym spotkaniu przywódców Francji i Niemiec 16 października. Gospodarzem zimowego szczytu w Paryżu był prezydent Emmanuel Macron, pierwszy raz uczestniczący w spotkaniu formatu normandzkiego. Szczyt nie przyniósł przełomu, choć deklaratywnie potwierdzono obowiązywanie zapisów porozumień Mińsk 2.
Jednocześnie, Zgromadzenie Ogólne ONZ przyjęło rezolucję wzywającą Rosję do wycofania sił zbrojnych z Krymu i zaprzestania okupacji terytorium Ukrainy.
Kolejne spotkania zostały odłożone na czas nieokreślony w obliczu światowego kryzysu COVID-19 i panującej sytuacji międzynarodowej.
Nowych perspektyw dla przyszłości formatu normandzkiego upatrywano w zaangażowaniu Stanów Zjednoczonych po objęciu prezydentury przez Joe Bidena. Świadczyć o tym miało wznowienie dialogu USA – Rosja o stabilności strategicznej oraz ustalenia ze spotkania prezydenta Bidena z kanclerz Angelą Merkel. W lipcu 2021 roku m.in. w zamian za zgodę Białego Domu na dokończenie budowy gazociągu Nord Stream 2 (NS2) Niemcy zobowiązały się do stworzenia Zielonego Funduszu wspierającego transformację energetyczną Ukrainy, podjęcia działań w celu przedłużenia ukraińsko-rosyjskiej umowy o tranzycie gazu od 2024 roku na kolejne 10 lat. W przypadku wykorzystania przez Rosję transportu surowca do wywarcia presji na Ukrainę, RFN zadeklarowała gotowość do nałożenia na Rosję sankcji ograniczających możliwości eksportu surowców energetycznych do Europy.

## Spotkania
- Château de Bénouville – 6 czerwca 2014 roku – pierwsze spotkanie stron, na marginesie obchodów 70. rocznicy Operacji Overlord.
- Mediolan – 17 października 2014 roku, uczestnicy: prezydent Rosji, Władimir Putin, Kanclerz Niemiec, Angela Merkel, prezydent Francji, François Hollande, prezydent Ukrainy, Petro Poroszenko[11]
- Mińsk – 11 lutego 2015 roku, uczestnicy: prezydent Rosji, Władimir Putin, Kanclerz Niemiec, Angela Merkel, prezydent Francji, François Hollande, prezydent Ukrainy, Petro Poroszenko[12]
- Paryż – 24 lutego 2015 roku, uczestnicy: minister SZ Rosji, Siergiej Ławrow, minister SZ Niemiec, Frank-Walter Steinmeier, minister SZ Francji, Laurent Fabius, minister SZ Ukrainy, Pawło Klimkin[13].
- Paryż – 2 października 2015 roku, uczestnicy: prezydent Rosji, Władimir Putin, Kanclerz Niemiec, Angela Merkel, prezydent Francji, François Hollande, prezydent Ukrainy, Petro Poroszenko[3]
- Berlin – 19 października 2016 roku, uczestnicy: prezydent Rosji, Władimir Putin, Kanclerz Niemiec, Angela Merkel, prezydent Francji, François Hollande, prezydent Ukrainy, Petro Poroszenko[14]
- Paryż – 9 grudnia 2019 roku, uczestnicy: prezydent Rosji, Władimir Putin, Kanclerz Niemiec, Angela Merkel, prezydent Francji, Emmanuel Macron, prezydent Ukrainy, Wołodymyr Zełenski[15]